# Lars Arvid Nilsen
Lars Arvid Nilsen (Notodden, 15 aprile 1965) è un ex pesista norvegese.
Ha vinto un argento ai campionati mondiali di Tokyo 1991. Ha ricevuto due squalifiche per doping: la prima di due anni per uso di steroidi anabolizzanti nel 1987 e la seconda a vita nel 1992 sempre per uso di steroidi.

## Palmarès
| Anno | Manifestazione   | Sede         | Evento         | Risultato | Misura  | Note |
| ---- | ---------------- | ------------ | -------------- | --------- | ------- | ---- |
| 1983 | Europei juniores | Schwechat    | Getto del peso | 10º       | 15,57 m |      |
| 1986 | Europei          | Stoccarda    | Getto del peso | 5º        | 20,52 m |      |
| 1987 | Mondiali indoor  | Indianapolis | Getto del peso | 5º        | 20,09 m |      |
| 1989 | Universiadi      | Duisburg     | Getto del peso | Oro       | 20,67 m |      |
| 1990 | Europei          | Spalato      | Getto del peso | 6º        | 20,13 m |      |
| 1991 | Mondiali indoor  | Siviglia     | Getto del peso | 5º        | 19,69 m |      |
| 1991 | Mondiali         | Tokyo        | Getto del peso | Argento   | 20,75 m |      |
| 1992 | Europei indoor   | Genova       | Getto del peso | 7º        | 19,11 m |      |